# Paga (esercito romano)

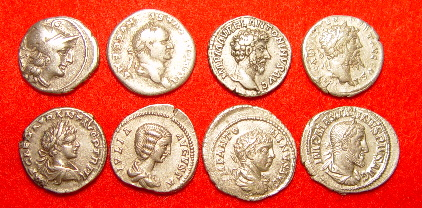
Alcuni esempi di denario, paga annuale dei soldati nell'esercito romano.
In alto : ca 157 a.C. Repubblica romana, ca 73 d.C. Vespasiano, ca 161 Marco Aurelio, ca 194 Settimio Severo;
in basso: ca 199 Caracalla, ca 200 Giulia Domna, ca 219 Elagabalo, ca 236 Massimino Trace.

Per paga nell'esercito romano si intendeva lo stipendium annuale percepito da un soldato romano, di qualunque grado esso fosse, a partire dall'epoca Repubblicana, fino al tardo Impero romano. Costituiva la parte principale delle entrate del soldato romano, che dalla fine della Repubblica cominciò a percepire, oltre al bottino di guerra, anche dei premi in denaro chiamati donativa. Questi ultimi crebbero a tal punto nei secoli successivi, che nel IV secolo, l'antico stipendium costituiva solo il 10-15% dell'intero ammontare delle entrate del legionario romano.

## Storia

### Età repubblicana

#### Il primostipendiumalla fine del V secolo a.C.
Nel corso del 407 a.C., quando l'esercito romano fu diviso in tre parti e mandato a saccheggiare il territorio dei nemici sotto il comando di tre dei quattro Tribuni militari (Lucio Valerio Potito si diresse su Anzio, Gneo Cornelio Cosso si diresse su Ecetra e Numerio Fabio Ambusto attaccò e conquistò Anxur lasciando la preda ai soldati di tutti e tre gli eserciti), fu istituito lo stipendio per i soldati, forse su indicazione dello stesso Furio Camillo. Ecco come lo racconta Tito Livio:
(Tito Livio, Ab Urbe condita libri, IV, 59-60, op. cit.)
Ovvie le conseguenze: ringraziamenti dei plebei, polemiche dei Tribuni che vedevano spuntate alcune delle loro armi, proteste di chi doveva pagare. Il vantaggio immediato fu che venne approvata una legge che dichiarava guerra a Veio e i nuovi Tribuni con potestà militare vi condussero un esercito in massima parte formato da volontari. E forse sempre in questa circostanza la legione potrebbe aver assunto come formazione di battaglia, quella manipolare.
Al tempo delle guerre puniche, la paga era fissata a 2 oboli al giorno, ovvero un terzo di una dracma (un denario dopo il 211 a.C.), per il periodo in cui erano sotto le armi. In aggiunta, ogni fante aveva diritto ad una quota del bottino di guerra (i prigionieri erano venduti come schiavi, oltre ad animali, tesori, armi e altri beni), che veniva messo all'asta e il ricavato distribuito agli ufficiali e agli uomini secondo vari criteri. I centurioni ricevevano il doppio della paga dei propri uomini, vale a dire 4 oboli ovvero due-terzi di una dracma al giorno. Quanto alla razione di viveri, ai fanti erano distribuiti circa due terzi di un medimno attico di grano al mese.
Sappiamo, inoltre, da Polibio, che se la paga distribuita ai cavalieri romani era di una dracma al giorno, tre volte quanto prendeva un fante, le razioni mensili erano di sette medimni di orzo e due di grano. Agli alleati (socii) invece erano dati gratuitamente un medimno ed un terzo di frumento, oltre a cinque di orzo al mese. Agli alleati tutto questo viene dato in regalo. Nel caso dei Romani, invece, il questore detraeva dallo stipendium il prezzo stabilito per il grano, il vestiario e per ogni arma di cui avessero bisogno.

#### La riforma di Gaio Mario (107-101 a.C.)

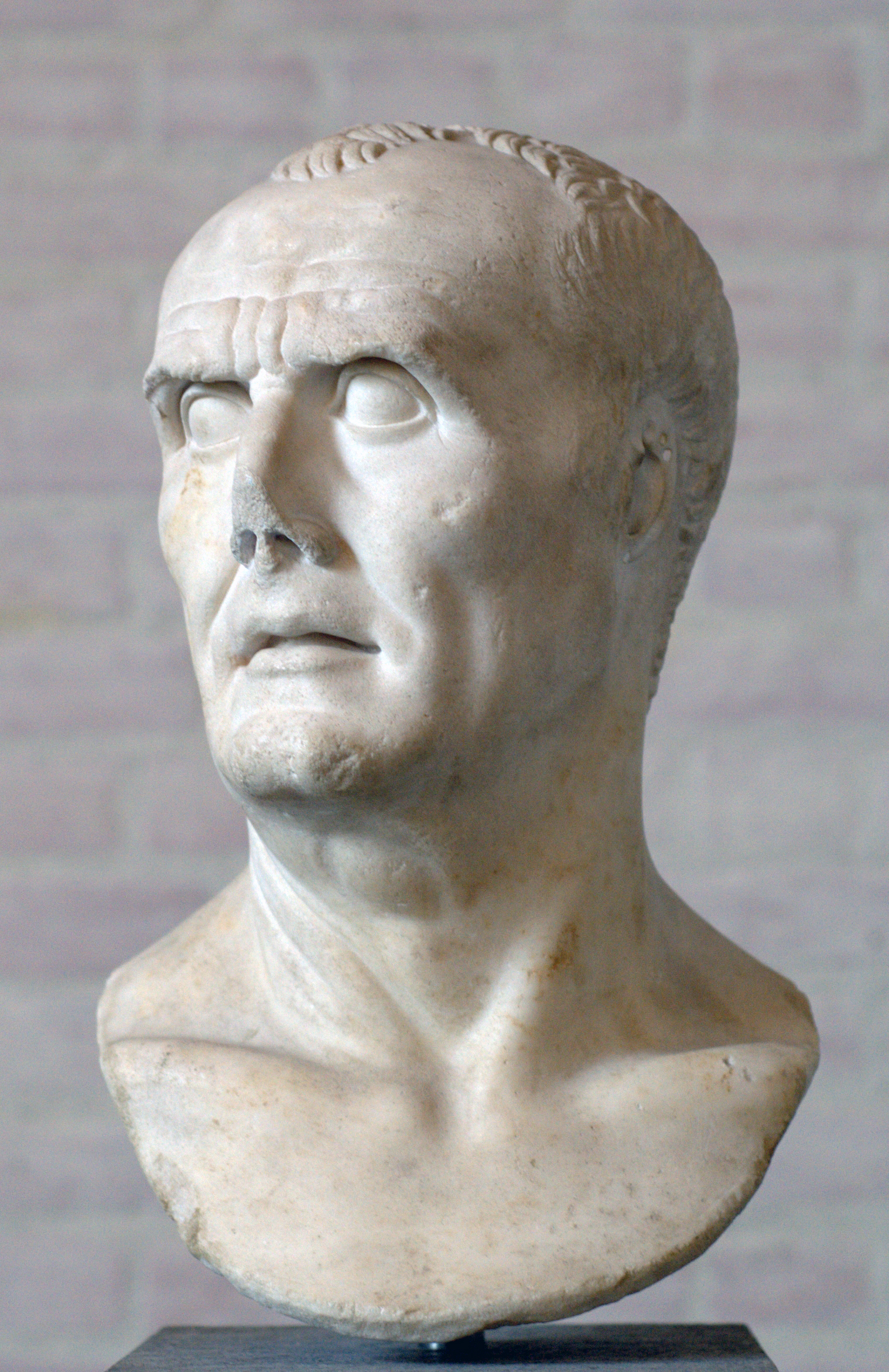
Busto in marmo di Gaio Mario.

Verso la fine del II secolo a.C. Roma si era trovata coinvolta in una guerra in Numidia dove, per la mancanza di attrattiva di qualsiasi genere, era quasi impossibile reperire nuove reclute. Da questa premessa il console di quell'anno, Gaio Mario, decise di aprire le legioni a chiunque, che fosse o meno possidente, come ci racconta Sallustio:
(Gaio Sallustio Crispo, Bellum Iugurthinum, LXXXVI.)
Il servizio attivo permanente subiva così un importante cambiamento nel 107 a.C. La Repubblica romana fu costretta ad assumersi l'onere di equipaggiare e rifornire le truppe legionarie, permettendo a tutti, compresi i nullatenenti, di arruolarsi. L'età minima per i volontari (non più costretti a prestare il servizio di leva) era ora stabilita a 17 anni, quella massima a 46. Si trattava della prima forma di un esercito di professionisti dove era abolita la coscrizione per censo, mentre i soldati veterani, che dall'esercito traevano quotidiano sostentamento (vitto e alloggio, oltre all'equipaggiamento), ottennero una pensione sotto forma di assegnazioni di terre nelle colonie e, più tardi, anche della cittadinanza romana. A loro Mario e poi i successivi comandanti concedevano anche di dividere il bottino razziato nel corso delle campagne militari.

#### Al tempo di Cesare
Cesare non tolse nel corso della conquista della Gallia ai suoi soldati la possibilità di far bottino, ma il semplice legionario doveva aver ben chiaro l'obiettivo finale della campagna, e le sue azioni non dovevano condizionare i piani operativi del comandante. Conscio della miseria dei suoi soldati, Cesare, di sua iniziativa, nel 51-50 a.C. raddoppiò la paga passandola da 5 a 10 assi al giorno (pari a 225 denarii annui), tanto che la paga del legionario rimase invariata fino al periodo dell'imperatore Domiziano (81-96).
Egli, contrariamente a quanto avevano fatto molti dei suoi predecessori che fornivano alle truppe donativi occasionali, reputò fosse necessario dare continuità al servizio che i militari fornivano, istituendo per il congedo il diritto ad un premio in terre, secondo l'uso che fino ad allora era stato a totale discrezione del solo comandante.

### Alto Impero
Durante l'alto Impero, l'approvvigionamento alle truppe, stanziate lungo i confini imperiali, fu garantito da un sistema di raccolta di derrate alimentari, anche attraverso requisizioni forzose (dietro rimborso), chiamato annona militaris. In sostanza alla paga di legionario ed ausiliario venivano, poi, dedotti tutti i costi legati al suo mantenimento. Lo stipendium risultava, pertanto, composto da una paga in moneta ed una "in natura".

#### Al tempo di Augusto (30 a.C. - 14 d.C.)
Augusto riordinò l'intero sistema di difese dei confini imperiali, acquartierando in modo permanente legioni e auxilia in fortezze e forti lungo il limes. Portò ordine nell'amministrazione finanziaria dello Stato romano, attribuendo un salario e una gratifica di congedo a tutti i soldati dell'esercito imperiale (sia ai legionari che agli ausiliari) con la creazione di un aerarium militare.
Con riferimento alle truppe ausiliarie Augusto offrì loro una paga quadrimestrale ed un equipaggiamento uniforme, pari a circa i 1/3 di quanto percepiva un legionario (che riceveva 225 denari annui), vale a dire attorno ai 75 denari annui. Lo stipendium di un cavaliere di Ala era però superiore a quello di un legionario romano, aggirandosi attorno ai 250 denari, mentre quella di un cavaliere di coorte equitata andava sui 200 denari. In sostanza, gli equites alares (cavalieri di Ala) erano i più pagati: dopo di loro c'erano i fanti di una cohors equitata con 150 denari e infine quelli di una coorte peditata. Secondo alcuni recenti calcoli, l'esborso annuale che l'aerarium militare doveva spendere per mantenere questo imponente esercito era tra i 31.000.000 di denarii secondo alcuni e di 65.000.000 di denarii secondo altri.
Ecco come descrive lo storico Tacito, il servizio militare e la paga del soldato all'epoca di Augusto (nel 14):
(Tacito, Annales, I, 17.)
Il premio finale al momento del congedo, quasi fosse una forma di liquidazione moderna, era per i legionari pari a 3.000 denarii, mentre ai pretoriani erano donati ben 5.000 denarii.

#### Al tempo di Domiziano (81-96)
Il primo aumento della paga di un soldato in epoca imperiale fu all'epoca di Domiziano, il quale la incrementò di un quarto non solo lo stipendium dei legionari, ma anche quello delle unità ausiliarie, portando così il compenso annuo a 333 denari per un cavaliere d'ala, 266 denari per un cavaliere di cohors equitata e a 200 denari per un fante di cohors equitata.

#### Al tempo di Settimio Severo (193-211)
Settimio Severo favorì i legionari in vari modi, aumentando loro la paga e riconoscendo loro il diritto di sposarsi durante il servizio, oltre a concedere loro di poter abitare con la propria famiglia fuori del campo (canabae). Tale riforma comportò una "regionalizzazione" delle legioni, che in questo modo si legarono non solo al loro comandante, ma anche a un territorio ben preciso.

#### Al tempo di Caracalla (211-217)
Con l'introduzione della Constitutio Antoniniana da parte dell'Imperatore Caracalla, venne concessa la cittadinanza romana a tutti gli abitanti dell'impero ad eccezione dei dediticii. L'obiettivo era quello di aumentare il gettito dei tributi nelle casse dell'erario, al fine di tentare di far fronte ai crescenti costi degli stipendi dei militari, necessari per il mantenimento degli eserciti lungo le frontiere.

#### Massimino Trace (235)
Secondo la versione di Erodiano, la rivolta dei soldati che portò alla morte di Alessandro Severo fu dovuta principalmente al fatto che molti dei soldati di origine pannonica, assai devoti a Massimino, ritenevano che Alessandro dipendesse troppo dal potere della madre e si stesse comportando con codardia nel condurre la guerra germanica contro gli Alemanni. Essi ricordavano i recenti disastri in Oriente, a causa del continuo esitare dell'Imperatore. Programmarono così l'uccisione di Alessandro e l'elevazione alla porpora imperiale di Massimino, al quale sembra gettarono il mantello di porpora, mentre passava per un'ispezione. E se in un primo momento rifiutò, poi decise di accettare, pur ritenendo che tale acclamazione doveva essere seguita dall'immediata uccisione di Alessandro, prima che organizzasse le sue legioni. E così dopo aver promesso di raddoppiare il loro stipendium di soldato, nuovi donativa e di cancellare tutte le punizioni, marciò con decisione contro l'accampamento di Alessandro (che si trovava a Mogontiacum).

#### Tabella riassuntiva deglistipendiamilitari: da Augusto a Massimino Trace
Qui sotto trovate una tabella che cerca di riassumere, sulla base dei calcoli effettuati da alcuni studiosi moderni e dei pochi elementi letterari dell'epoca, oltre ad una limitata documentazione archeologico-epigrafica giunta fino a noi, la paga annua dei soldati romani:
| Legione romana | Augusto (in denarii) | Domiziano (in denarii) | Settimio Severo (in denarii) | Caracalla (in denarii) | Massimino Trace (in denarii) |
| --- | -------------------- | ---------------------- | ---------------------------- | ---------------------- | ---------------------------- |
| legionario (miles) | 225                  | 300                    | 450                          | 675                    | 1350                         |
| immunis | 225                  | 300                    | 450                          | 675                    | 1.350                        |
| principalis sesquiplicarius (= paga pari ad 1,5 volte) (Cornicen, Tesserarius e Beneficiarius)                                            | 337                  | 450                    | 675                          | 1.012                  | 2.025                        |
| principalis duplicarius (= paga pari a 2 volte) (Optio, Aquilifer, Signifer, Imaginifer, Vexillarius equitum, Cornicularius, Campidoctor) | 450                  | 600                    | 900                          | 1.350                  | 2.700                        |
| principalis triplicarius (= paga pari a 3 volte) (Evocatus)                                                                               | 675                  | 900                    | 1350                         | 2025                   | 4050                         |
| cavaliere legionario | 262                  | 350                    | 525                          | 787                    | 1.575                        |
| centurione / decurione | 3.375                | 4.500                  | 6.750                        | 10.125                 | 20.250                       |
| centurione primo ordo | 6.750                | 9.000                  | 13.500                       | 20.250                 | 40.500                       |
| centurione primus pilus | 13.500               | 18.000                 | 27.000                       | 40.500                 | 81.000                       |
| praefectus castrorum | 15.000               | 20.000                 | 30.000                       | 45.000                 | 90.000                       |
| Tribunus angusticlavius | 18.750               | 25.000                 | 37.500                       | 56.250                 | 112.500                      |
| Tribunus laticlavius | 30.000               | 40.000                 | 60.000                       | 90.000                 | 180.000                      |

| Truppe ausiliarie            | Augusto (in denarii) | Domiziano (in denarii) | Settimio Severo (in denarii) | Caracalla (in denarii) | Massimino Trace (in denarii) |
| ---------------------------- | -------------------- | ---------------------- | ---------------------------- | ---------------------- | ---------------------------- |
| fante di cohors peditata     | 75                   | 100                    | 150                          | 225                    | 450                          |
| fante di cohors equitata     | 150                  | 200                    | 300                          | 450                    | 900                          |
| cavaliere di cohors equitata | 200                  | 267                    | 400                          | 600                    | 1.200                        |
| cavaliere di Ala             | 250                  | 333                    | 500                          | 750                    | 1.500                        |
| Praefectus cohortis          | 3.375                | 4.500                  | 6.750                        | 10.125                 | 20.250                       |
| Praefectus alae              | 11.250               | 15.000                 | 22.500                       | 33.750                 | 67.500                       |

| Guarnigioni di Roma | Augusto (in denarii) | Domiziano (in denarii) | Settimio Severo (in denarii) | Caracalla (in denarii) | Massimino Trace (in denarii) |
| ------------------- | -------------------- | ---------------------- | ---------------------------- | ---------------------- | ---------------------------- |
| praetorianus        | 750                  | 1.000                  | 1.500                        | 2.250                  | 4.500                        |
| urbanicianus        | 375                  | 500                    | 750                          | 1.125                  | 2.250                        |
| vigil               | 150                  | 200                    | 300                          | 450                    | 900                          |

| Marina militare                    | Augusto (in denarii) | Domiziano (in denarii) | Settimio Severo (in denarii) | Caracalla (in denarii) | Massimino Trace (in denarii) |
| ---------------------------------- | -------------------- | ---------------------- | ---------------------------- | ---------------------- | ---------------------------- |
| classiarius (Classis Misenensis)   | 150                  | 200                    | 300                          | 450                    | 900                          |
| classiarius (Classis Ravennatis)   | 150                  | 200                    | 300                          | 450                    | 900                          |
| classiarius (Classis provincialis) | 75                   | 100                    | 150                          | 225                    | 450                          |

### Costo dell'esercito nei primi due secoli di Impero
L'impatto dei costi di un esercito tanto vasto (da Augusto ai Severi) sull'economia dell'Impero romano può misurarsi, seppure in modo approssimativo, come segue:
| Data     | Impero popolazione | Impero PIL (milioni di denarii)(a) | Costo dell'esercito (milioni di denarii)(a) | Costo dell'esercito (% del PIL) |
| -------- | ------------------ | ---------------------------------- | ------------------------------------------- | ------------------------------- |
| 14 d.C.  | 46 milioni         | 5.000                              | 123                                         | 2.5%                            |
| 150 d.C. | 61 milioni         | 6.800(b)                           | 194(c)                                      | 2.9%                            |
| 215 d.C. | 50 milioni(d)      | 5.435(b)                           | 223(c)                                      | 4.1%                            |

Note:

(a) Valore costanti al 14 d.C. espressi in denarii, slegati da aumenti della paga militare per compensare la svalutazione monetaria

(b) nell'ipotesi di una crescita trascurabile del PIL pro capite (normale per un'economia agricola)

(c) Duncan-Jones: costi degli anni 14-84 costi, inflazionati dall'aumento dell'esercito, assumendo anche bonus pagati agli ausiliari dopo l'84

(d) assumendo un declino del 22.5% nella popolazione, dovuto alla peste antonina degli anni 165-180 (media tra il 15-30%)

Il costo dell'intero esercito crebbe moderatamente come % del PIL tra il 14 ed il 150 d.C., malgrado un incremento degli effettivi di circa il 50%, passando da 255.000 armati circa del 23 a 383.000 sotto Adriano, fino ad arrivare alla morte di Settimio Severo nel 211 a 442.000 circa.
Questo perché la popolazione dell'impero, e quindi il PIL totale, aumentò sensibilmente (+35% ca.). Successivamente, la percentuale di spesa dell'esercito verso il PIL aumentò di quasi la metà, sebbene l'aumento degli effettivi dell'esercito fu solo del 15% ca (dal 150 al 215). Ciò fu dovuto principalmente alla peste antonina, che gli storici epidemiologici hanno stimato aver ridotto la popolazione dell'impero tra il 15% ed il 30%. Tuttavia, anche nel 215, i Romani spendevano una percentuale sul PIL simile a quella che oggi spende la difesa dell'unica superpotenza globale degli Stati Uniti d'America (pari al 3,5% del PIL nel 2003). Ma l'effettivo onere dei contribuenti, in un'economica pressoché agricola con una produzione in eccedenza veramente limitata (l'80% della popolazione imperiale dipendeva da un'agricoltura di sussistenza ed un ulteriore 10% dal reddito di sussistenza), era certamente molto più gravoso. Infatti, uno studio sulle imposte imperiali in Egitto, la provincia di gran lunga meglio documentata, ha stabilito che il gravame era relativamente pesante.
Le spese militari costituivano quindi il 75% ca. del bilancio totale statale, in quanto poca era la spesa "sociale", mentre tutto il resto era speso in progetti di prestigiose costruzioni a Roma e nelle province; a ciò si aggiungeva un sussidio in grano per coloro che risultavano disoccupati, oltre ad aiuti al proletariato di Roma (congiaria) e sussidi alle famiglie italiche (simile ai moderni assegni familiari), per incoraggiarle a generare più figli. Augusto istituì questa politica, distribuendo 250 denari per ogni bambino nato. Altri sussidi ulteriori furono poi introdotti per le famiglie italiche (Institutio Alimentaria), dall'imperatore Traiano.